# Fermín (canción)
«Fermín» es una canción compuesta por el músico argentino Luis Alberto Spinetta, que integra como primera canción del lado B, el álbum Almendra I de 1969, de la banda de rock Almendra, álbum que ha sido ubicado en la sexta posición entre los mejores de la historia del rock argentino.
Almendra estaba integrada por Luis Alberto Spinetta (guitarra y primera voz), Edelmiro Molinari (primera guitarra), Emilio del Guercio (bajo y coros) y Rodolfo García (batería). En este tema Molinari ejecuta el órgano.
Spinetta ha declarado que la idea de Fermín fue concebida en forma conjunta con Emilio del Guercio.
En 2009, Spinetta eligió tres temas del álbum Almendra I para incluirlos en el recital histórico Spinetta y las Bandas Eternas en el que repasó toda su obra; uno de ellos fue "Fermín", en tanto los otros dos fueron "Color humano", de Edelmiro Molinari, y "A estos hombres tristes".

## Contexto
El álbum Almendra I fue grabado en 1969 por la banda de rock Almendra en la que apareció la creatividad genial de Luis Alberto Spinetta, que solo contaba en ese momento con 19 años y grababa su primer álbum.
Tuvo un impacto fundacional en la música popular argentina. En 1985 el periodista Carlos Polimeni realizó una compulsa entre periodistas y músicos destacados del rock argentino sobre los álbumes más influyentes del rock argentino. De los 31 músicos que contestaron, 23 de ellos escogieron el primer álbum de Almendra, seguido lejos de Yendo de la cama al living de Charly García con 12 elecciones y en tercer lugar otro álbum de Spinetta, Artaud, con 10.
El álbum abre también con la canción "Muchacha (ojos de papel)", considerada la segunda mejor canción de la historia del rock argentino, tanto en el ranking realizado por la revista Rolling Stone y la cadena MTV, como en la realizada por el sitio Rock.com.ar.
En la segunda mitad de la década de 1960 había estallado mundialmente el rock como contracultura juvenil: Los Beatles, el movimiento hippie, el pelo largo, jean, la minifalda y el unisex, la revolución sexual, la oposición a la guerra de Vietnam... En ese momento el rock era un género musical esencialmente anglosajón, que solo excepcionalmente se cantaba en español y cuando se hacía, sufría la desvalorización mediática y social, además de carecer casi siempre de originalidad musical y profundidad lírica. En Argentina, en la segunda mitad de la década de 1960 y sobre todo a partir del éxito del sencillo "La balsa" de la banda Los Gatos en 1967, comenzó a aparecer una corriente roquera original, conocida como "rock nacional", cantado en español, que adquirió una masividad creciente y una fuerte capacidad de identificación entre los jóvenes.
El álbum Almendra impactó en ese contexto, definiendo la originalidad, la masividad y la calidad del llamado "rock nacional" argentino en gestación.

Se trata del disco que abrió una dimensión nueva en la canción argentina, la de la canción con armonías de marcado cuño beatle fusionados con elementos del tango, el jazz y el folclore, que luego transitarían Charly García, Fito Páez, Andrés Calamaro y tantos otros.
Juan Francisco Gentile.

## Los códigos del hombre de la tapa
Las canciones del álbum están clasificadas de acuerdo a tres códigos figurativos, referidos al hombre de la tapa: el ojo, la lágrima y la flecha de sopapa. A "Fermín" le corresponde la flecha-sopapa, al igual que "Ana no duerme" y "Laura va". El sobre interior indica que la flecha-sopapa corresponde a los "temas que les cantan los hombres a esa lágrima del hombre de la tapa, atados a sus destinos".

## La canción
"Fermín" es el quinto track y primero del lado B, del álbum Almendra I. Se trata de una balada estructurada con acordes complejos y disonancias y el respaldo de un órgano ejecutado por Edelmiro Molinari.
El tema comienza con dos extraños acordes (Do mayor con séptima con quinta aumentada y La sostenido séptima mayor) que instala una atmósfera áurica antes de dar paso a un coro inicial que tararea a modo de arrullo la dulce melodía central del tema iniciada en La mayor. El estribillo, sin abandonar la dulzura general de la melodía, inserta varias disonancias que le instalan la tristeza que se desprende del tema, pero que se ve compensada antes de finalizar con una combinación Re mayor-Fa mayor, acompañada por un breve solo de guitarra eléctrica, que le infunde un mensaje de dignidad.
La letra habla de Fermín, una persona afectada por algún tipo de discapacidad mental («las manos de Fermín giran y él también») que es llevada a un hospicio, donde morirá. Spinetta pone el acento en el deseo de Fermín de ser feliz y en la tristeza que padece:

Hoy tu tristeza al sol
quiere ser real
aunque no lo creas.
Fermín

La canción finaliza con una variación de la melodía de "Mambrú se fue a la guerra", pero reemplazando la palabra "guerra" por la palabra "vida":

Fermín se fue a la vida
no sé cuando vendrá.
Fermín

Spinetta ha contado que la idea de Fermín, surgió de manera conjunta con Emilio del Guercio, y que la canción está inspirada en un niño con síndrome de Down abusado, que era vecino de ambos cuando eran niños:

Enfrente de mi casa vivía un personaje increíble llamado Carlitos, un chico mogólico, (al menos eso pensaba la madre) que es en parte la personificación de Fermín para mí. Con Fermín compartíamos momentos de alegría cuando éramos chicos. Si bien él no podía jugar a la pelota con todos, se sentía acompañado en su tremendo problema cuando estábamos con él. También es una apología, porque me acuerdo de que la madre lo castigaba bastante, hasta delante de los demás chicos. Lo del Fermín del tema no sé si es un grado de enfermedad tan agudo como el que tenía él, pero sirve para definir la situación del alienado como célula propicia para recibir las injusticias más aberrantes.
Luis Alberto Spinetta

En enero de 1970, simultáneamente con la salida a la venta del álbum, una revista de mínimo tiraje, Alquitrán, le pidió a Spinetta una nota sobre el álbum que consistiera en dibujos de cada tema con un breve comentario al pie. Durante varias décadas no hubo conocimiento de esos dibujos, hasta que en 2005 un investigador halló un ejemplar de la revista. En ese artículo, titulado "No sólo del canto vive la Almendra", Spinetta ilustró la canción con el dibujo de un hombre grande, girando sobre sí mismo como si estuviera bailando, con las manos también girando, mirando un pájaro mientras ríe y un texto que dice:

El último de los campeones. Excelente a mi juicio. Hay que escuchar la barra rítmica para descubrir la coherencia de Rodolfo. Edelmiro obsesionó órgano.
Luis Alberto Spinetta (revista Alquitrán, enero 1970)

La presencia, la denuncia y la reivindicación de personajes marginales, alienados y reprimidos, vulnerables en general, será una preocupación constante en la obra de Spinetta.
El músico folklórico Rubén "Mono" Izaurralde eligió a "Fermín" como su canción preferida, resignificándola para referirla a los desaparecidos y en general a las personas mentalmente y emocionalmente dañadas por la represión, el maltrato y la injusticia:

Escuché “Fermín” por primera vez cuando yo tenía unos 14 o 15 años; yo tenía amigos más grandes en el conservatorio de música y algunos de ellos pasaron por estas experiencias terribles como las que siento que evocaba “Fermín”. Algunos de estos amigos míos fueron chupados, y luego quedaban en un estado difícil de sobrellevar. Un poco como lo que uno vio siempre en esas películas sobre Vietnam, con los tipos que vuelven de la guerra y quedan en un lugar que no es; bueno, lo que les pasó a muchos de estos chicos fue algo así pero acá, sin haberse ido a ningún lado. Algunos terminaron pasados de rosca porque estaban viviendo una situación que no podían ni ver ni soportar; a veces por ahí tenían un hermano desaparecido. Esa es la gente de la que yo digo que quedó como “en otro lugar”, gente que uno podría decir o creer que están locos, pero que simplemente están en otro lado, y miran las cosas desde ahí... Hay algo de ese cuelgue triste, de ese girar y dar más vueltas.
Rubén Mono Izaurralde